# Saison 2015-2016 du Tottenham Hotspur FC
 (juillet 2021).
Si vous disposez d'ouvrages ou d'articles de référence ou si vous connaissez des sites web de qualité traitant du thème abordé ici, merci de compléter l'article en donnant les références utiles à sa vérifiabilité et en les liant à la section « Notes et références ».
Maillots
Chronologie
Saison précédente Saison suivante
La saison 2015-2016 du Tottenham Hotspur FC est la 24e saison du club en Premier League.
Le club, qui effectue sa deuxième saison sous les ordres de Mauricio Pochettino, passe un cap et s'impose comme un concurrent pour le titre en Premier League. Les Spurs terminent à la 3e place, leur meilleur classement dans l'élite anglaise depuis 1990 et se qualifient pour la Ligue des champions, une première depuis cinq ans. Tottenham est alors la meilleure défense du royaume avec 35 buts concédés et deuxième meilleure attaque derrière Manchester City avec 69 buts marqués. Harry Kane termine quant à lui meilleur buteur du championnat avec 25 buts à son actif.

## Transferts
| Nom                | Poste             | Nationalité    | Transfert | Indemnité              | Mercato         | Provenance/Destination            | Division                     |
| Arrivées           |                   |                |           |                        |                 |                                   |                              |
| Kevin Wimmer       | Défenseur         | Autriche       | Transfert | 4,3 millions d'€       | Mercato d'été   | FC Cologne                        | Bundesliga                   |
| Kieran Trippier    | Défenseur         | Angleterre     | Transfert | 3,5 millions d'€       | Mercato d'été   | Burnley FC                        | Premier League               |
| Toby Alderweireld  | Défenseur         | Belgique       | Transfert | 11,5 millions d'€      | Mercato d'été   | Atletico Madrid                   | Liga BBVA                    |
| Clinton N'Jie      | Attaquant         | Cameroun       | Transfert | 8,3 millions d'€       | Mercato d'été   | Olympique Lyonnais                | Ligue 1                      |
| Son Heung-min      | Attaquant         | Corée du Sud   | Transfert | 22 millions d'€        | Mercato d'été   | Bayer Leverkusen                  | Bundesliga                   |
| Shilow Tracey      | Milieu de terrain | Angleterre     | Transfert | Gratuit                | Mercato d'hiver | Ebbsfleet United FC               | National League              |
| Départ             |                   |                |           |                        |                 |                                   |                              |
| Paulinho           | Milieu de terrain | Brésil         | Transfert | 9,9 millions d'€       | Mercato d'été   | Guangzhou Evergrande              | Chinese Super League         |
| Daniel Akindayini  | Milieu de terrain | Nigeria        | Transfert | Gratuit                | Mercato d'été   | Brighton & Hove Albion            | Football League Championship |
| Jordan Archer      | Gardien de but    | Écosse         | Transfert | Gratuit                | Mercato d'été   | Millwall FC                       | Football League One          |
| Cristian Ceballos  | Milieu de terrain | Espagne        | Transfert | Gratuit                | Mercato d'été   | Charlton Athletic FC              | Football League One          |
| Brad Friedel       | Gardien de but    | États-Unis     | Retraité  | Résiliation de contrat | Mercato d'été   | -                                 | -                            |
| Bongani Khumalo    | Défenseur         | Afrique du Sud | Transfert | Gratuit                | Mercato d'été   | SuperSport United                 | Premier Soccer League        |
| Aaron McEneff      | Défenseur         | Angleterre     | Transfert | Gratuit                | Mercato d'été   | Derry City                        | League Of Island             |
| Alexander McQueen  | Défenseur         | Angleterre     | Transfert | Gratuit                | Mercato d'été   | Carlisle United                   | Football League Two          |
| Jonathan Miles     | Gardien de but    | Angleterre     | Transfert | Gratuit                | Mercato d'été   | Ebbsfleet United FC               | National League              |
| Lloyd Ross         | Milieu de terrain | Angleterre     | Transfert | Gratuit                | Mercato d'été   | Franklin Pierce Ravens University | -                            |
| Lewis Holtby       | Milieu de terrain | Allemagne      | Transfert | 4,6 millions d'€       | Mercato d'été   | Hambourg SV                       | Bundesliga                   |
| Étienne Capoue     | Milieu de terrain | France         | Transfert | 6,3 millions d'€       | Mercato d'été   | Watford                           | Premier League               |
| Tomislav Gomelt    | Milieu de terrain | Croatie        | Transfert | Gratuit                | Mercato d'été   | Bari                              | Série B                      |
| Younès Kaboul      | Défenseur         | France         | Transfert | 3 millions d'€         | Mercato d'été   | Sunderland                        | Premier League               |
| Benjamin Stambouli | Milieu de terrain | France         | Transfert | 6 millions d'€         | Mercato d'été   | Paris Saint-Germain               | Ligue 1                      |
| Vlad Chiricheș     | Défenseur         | Roumanie       | Transfert | 4,5 millions d'€       | Mercato d'été   | SSC Naples                        | Série A                      |
| Ryan Fredericks    | Défenseur         | Angleterre     | Transfert | 200 cents €            | Mercato d'été   | Bristol City                      | Football League Championship |
| Grant Hall         | Défenseur         | Angleterre     | Transfert | 100 cents €            | Mercato d'été   | Queens Park Rangers               | Football League Championship |
| Roberto Soldado    | Défenseur         | Espagne        | Transfert | 10 millions d'€        | Mercato d'été   | Villareal                         | Liga BBVA                    |
| Ismail Azzaoui     | Attaquant         | Belgique       | Transfert | 500 cents €            | Mercato d'été   | VfL Wolfsburg                     | Bundesliga                   |
| Aaron Lennon       | Milieu de terrain | Angleterre     | Transfert | 4,5 millions d'€       | Mercato d'été   | Everton                           | Premier League               |
| Emmanuel Adebayor  | Attaquant         | Togo           | Transfert | Gratuit                | Mercato d'été   | Crystal Palace                    | Premier League               |
| Kenny McEvoy       | Milieu de terrain | Irlande        | Transfert | Gratuit                | Mercato d'hiver | York City                         | National League              |
| Shaq Coulthirst    | Attaquant         | Jamaïque       | Transfert | -                      | Mercato d'hiver | Peterborough United               | Football League One          |
| Andros Townsend    | Attaquant         | Angleterre     | Transfert | 12 millions d'€        | Mercato d'hiver | Newcastle United                  | Football League Championship |
| Miloš Veljković    | Défenseur         | Serbie         | Transfert | 15 millions d'€        | Mercato d'hiver | Werder Breme                      | Bundesliga                   |
| Prêt               |                   |                |           |                        |                 |                                   |                              |
| Grant Ward         | Défenseur         | Angleterre     | Prêt      | -                      | Mercato d'été   | Rotherham United                  | Football League Championship |
| Dominic Ball       | Défenseur         | Angleterre     | Prêt      | -                      | Mercato d'été   | Rangers FC                        | Scottish Premiership         |
| Nathan Oduwa       | Milieu de terrain | Angleterre     | Prêt      | -                      | Mercato d'été   | Rangers FC                        | Scottish Premiership         |
| Shaq Coulthirst    | Milieu de terrain | Angleterre     | Prêt      | -                      | Mercato d'été   | Wigan Athletic FC                 | Football League Championship |
| Connor Ogilvie     | Défenseur         | Angleterre     | Prêt      | -                      | Mercato d'été   | Stevenage                         | Football League Two          |
| DeAndre Yedlin     | Milieu de terrain | États-Unis     | Prêt      | -                      | Mercato d'été   | Sunderland                        | Premier League               |
| Kenny McEvoy       | Attaquant         | Irlande        | Prêt      | -                      | Mercato d'été   | Stevenage                         | Football League Two          |
| Harry Voss         | Gardien de but    | Angleterre     | Prêt      | -                      | Mercato d'été   | Stevenage                         | Football League Two          |
| Kenny McEvoy       | Attaquant         | Irlande        | Prêt      | -                      | Mercato d'été   | York City                         | National League              |
| Christian Maghoma  | Défenseur         | Nigeria        | Prêt      | -                      | Mercato d'été   | Yeovil Town                       | Football League Two          |
| Federico Fazio     | Défenseur         | Argentine      | Prêt      | -                      | Mercato d'hiver | FC Seville                        | Liga BBVA                    |
| Alex Pritchard     | Attaquant         | Angleterre     | Prêt      | -                      | Mercato d'été   | West Bromwich                     | Premier League               |
| Nathan Oduwa       | Milieu de terrain | Angleterre     | Prêt      | -                      | Mercato d'été   | Colchester United                 | Football League One          |
| Ryan Loft          | Attaquant         | Angleterre     | Prêt      | -                      | Mercato d'été   | Braintree Town                    | National League              |

## Effectif

### Jeunes
| N° | Nat.                    | Poste | Nom du joueur          |
| -- | ----------------------- | ----- | ---------------------- |
| 6  | Drapeau de l'Algérie    | M     | Nabil Bentaleb         |
| 10 | Drapeau de l'Angleterre | A     | Harry Kane             |
| 15 | Drapeau de l'Angleterre | M     | Eric Dier              |
| 21 | Drapeau de l'Angleterre | M     | Dele Alli              |
| 25 | Drapeau de l'Angleterre | M     | Joshua Onomah          |
| 29 | Drapeau de l'Angleterre | M     | Harry Winks            |
| 31 | Drapeau de l'Angleterre | G     | Luke McGee             |
| 38 | Drapeau des États-Unis  | D     | Cameron Carter-Vickers |

## Tenues
Fabricant : Nike / Sponsor principal : AIA
| Domicile | Extérieur | Alternative |

## Compétitions

### Classement
| Rang | Équipe               | Pts | J  | G  | N  | P  | Bp | Bc | Diff |
| ---- | -------------------- | --- | -- | -- | -- | -- | -- | -- | ---- |
| 1    | Leicester City       | 81  | 38 | 23 | 12 | 3  | 68 | 36 | +32  |
| 2    | Arsenal FC S         | 71  | 38 | 20 | 11 | 7  | 65 | 36 | +29  |
| 3    | Tottenham Hotspur    | 70  | 38 | 19 | 13 | 6  | 69 | 35 | +34  |
| 4    | Manchester City L    | 66  | 38 | 19 | 9  | 10 | 71 | 41 | +30  |
| 5    | Manchester United C  | 66  | 38 | 19 | 9  | 10 | 49 | 35 | +14  |
| 6    | Southampton FC       | 63  | 38 | 17 | 9  | 11 | 55 | 39 | +16  |
| 7    | West Ham United      | 62  | 38 | 16 | 14 | 8  | 65 | 51 | +14  |
| 8    | Liverpool FC         | 60  | 38 | 16 | 12 | 10 | 63 | 50 | +13  |
| 9    | Stoke City           | 51  | 38 | 14 | 9  | 14 | 41 | 55 | -14  |
| 10   | Chelsea FC T         | 50  | 38 | 12 | 14 | 12 | 59 | 53 | +6   |
| 11   | Everton FC           | 47  | 38 | 11 | 14 | 13 | 59 | 55 | +4   |
| 12   | Swansea City         | 47  | 38 | 12 | 11 | 15 | 42 | 52 | -10  |
| 13   | Watford FC P         | 45  | 38 | 12 | 9  | 17 | 40 | 50 | -10  |
| 14   | West Bromwich Albion | 43  | 38 | 10 | 13 | 15 | 34 | 48 | -14  |
| 15   | Crystal Palace       | 42  | 38 | 11 | 9  | 18 | 39 | 51 | -12  |
| 16   | AFC Bournemouth P    | 42  | 38 | 11 | 9  | 18 | 45 | 67 | -22  |
| 17   | Sunderland AFC       | 39  | 38 | 9  | 12 | 17 | 48 | 62 | -14  |
| 18   | Newcastle United     | 37  | 38 | 9  | 10 | 19 | 44 | 65 | -21  |
| 19   | Norwich City P       | 34  | 38 | 9  | 7  | 22 | 39 | 67 | -28  |
| 20   | Aston Villa          | 17  | 38 | 3  | 8  | 27 | 27 | 76 | -49  |

#### Résumé des résultats

##### Évolution du classement et des résultats
| Journée   | 01  | 02  | 03  | 04  | 05  | 06 | 07 | 08 | 09 | 10 | 11 | 12 | 13 | 14 | 15 | 16 | 17 | 18 | 19 | 20 | 21 | 22 | 23 | 24 | 25 | 26 | 27 | 28 | 29 | 30 | 31 | 32 | 33 | 34 | 35 | 36 | 37 | 38 |
| --------- | --- | --- | --- | --- | --- | -- | -- | -- | -- | -- | -- | -- | -- | -- | -- | -- | -- | -- | -- | -- | -- | -- | -- | -- | -- | -- | -- | -- | -- | -- | -- | -- | -- | -- | -- | -- | -- | -- |
| Terrain   | E   | D   | E   | D   | E   | D  | D  | E  | D  | E  | D  | E  | D  | D  | E  | D  | E  | D  | E  | E  | D  | D  | E  | E  | D  | E  | D  | E  | D  | E  | D  | E  | D  | E  | D  | E  | D  | E  |
| Résultats | D   | N   | N   | N   | V   | V  | V  | N  | N  | V  | V  | N  | V  | N  | N  | D  | V  | V  | V  | N  | D  | V  | V  | V  | V  | V  | V  | D  | N  | V  | V  | N  | V  | V  | N  | N  | D  | D  |
| Place     | 17e | 13e | 14e | 15e | 12e | 9e | 5e | 8e | 7e | 6e | 5e | 5e | 5e | 5e | 5e | 5e | 4e | 4e | 4e | 4e | 4e | 4e | 4e | 3e | 2e | 2e | 2e | 2e | 2e | 2e | 2e | 2e | 2e | 2e | 2e | 2e | 2e | 3e |

Terrain : D = Domicile ; E = Extérieur. Résultat : D = Défaite ; N = Nul ; V = Victoire.

### FA Cup
Le troisième tour de tirage a eu lieu le 7 décembre 2015. Spurs ont joué à la maison pour  Leicester City. Le tirage au sort pour le quatrième tour appropriée a eu lieu le 11 janvier 2016 et Tottenham est contre le Colchester United.

### League Cup
Le troisième tour de tirage a été effectué le 25 août 2015 en direct sur Sky Sports par Charlie Nicholas et Phil Thompson. Spurs ont été établis à domicile contre Arsenal.

### Ligue Europa

#### Phase des groupes
Le 28 août 2015, le tirage au sort pour la phase de groupes a été faite à Monaco. Spurs fait face à Anderlecht, AS Monaco et Qarabağ FK dans le Groupe J. Spurs est en tête du groupe avec treize points et Spurs a joué contre Fiorentina en 16e de finale
| Rang | Équipe            | Pts | J | G | N | P | Bp | Bc | Diff |
| ---- | ----------------- | --- | - | - | - | - | -- | -- | ---- |
| 1    | Tottenham Hotspur | 13  | 6 | 4 | 1 | 1 | 12 | 6  | +6   |
| 2    | RSC Anderlecht    | 10  | 6 | 3 | 1 | 2 | 8  | 6  | +2   |
| 3    | AS Monaco         | 6   | 6 | 1 | 3 | 2 | 5  | 9  | -4   |
| 4    | Qarabağ Ağdam     | 4   | 6 | 1 | 1 | 4 | 4  | 8  | -4   |